# Сражение у Мартиники (1667)
Сражение у Мартиники (англ. Battle of Martinique) — морское сражение во время Второй англо-голландской войны, произошедшее с 30 июня по 7 июля 1667 года у острова Мартиника. Французский флот в бухте во главе с Жозефом де ла Барром подвергся нападению со стороны английского флота во главе с адмиралом сэром Джоном Харманом. Англичане одержали убедительную победу, практически уничтожив французский флот в Карибском море и тем самым обеспечив своё господство в Вест-Индии.

## Предыстория
В 1665 году Вторая англо-голландская война распространилась на Карибский бассейн, и англичане в короткие сроки захватили голландские колонии Суринам и остров Синт-Эстатиус. В апреле 1666 года на стороне Голландии в войну вступили французы, которые начали активные действия против англичан в Карибском море. Французский флот Жозефа Антуана де Ла Барра захватил английскую половину острова Сент-Китс, а затем Антигуа и Монтсеррат. Тем временем голландцы под командованием адмирала Авраама Крийнссена уже отвоевали Синт-Эстатиус и готовились отбить Суринам. 20 мая 1667 года объединённые франко-голландские силы предприняли вторжение на остров Невис, но оно было отбито англичанами. После этой неудачной атаки де ла Барр отправился к Мартинике, а голландцы — в восточному побережью Северной Америки.
В начале июня новый британский флот под командованием контр-адмирала сэра Джона Хармана достиг Вест-Индии. Харман имел под рукой 7 военных кораблей и 2 брандера. Он отплыл к юго-востоку от Невиса, чтобы попытаться перехватить флот де ла Барра и так прибыл к Мартинике 25 июня. К эскадре Хармана присоединились линкоры Jersey и Norwich, ещё один брандер и вспомогательный корабль. Англичанам противостояли 19 кораблей Французской Вест-Индской компании и 14 местных торговых кораблей у форта Сен-Пьер, защищенного двумя малыми фортами.

## Битва

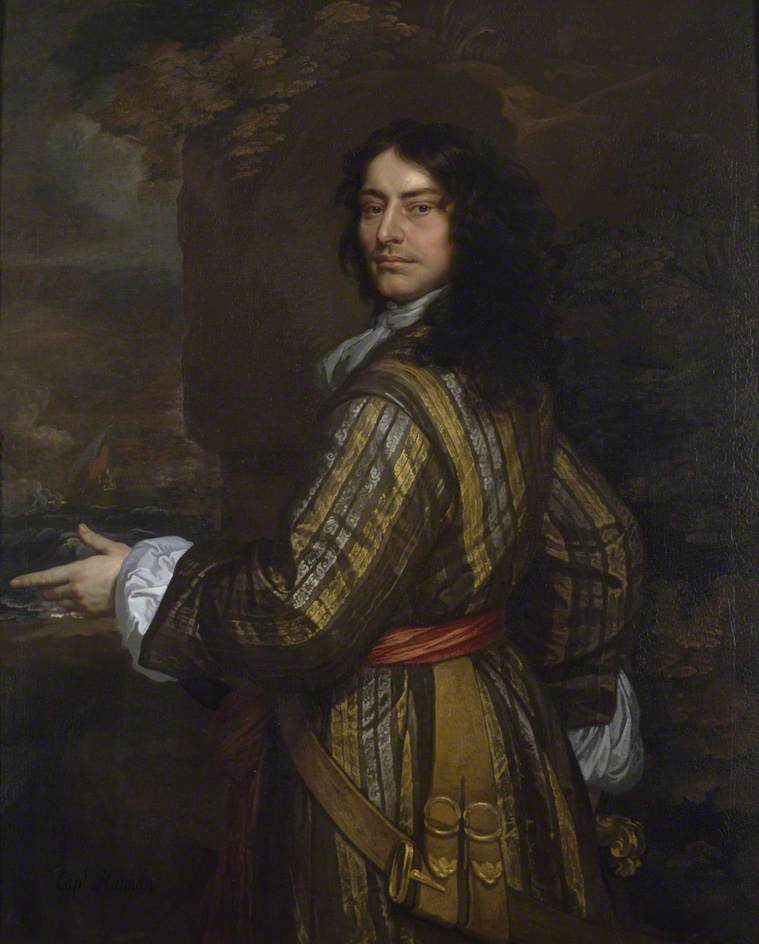
Адмирал сэр Джон Харман, худ. П. Лели

### 30 июня
В 16:30 начался бой между флотами. Комбинированный огонь из судов и наземных батарей нанес некоторые повреждения кораблям Хармана, но и французские корабли и форты также пострадали. После почти часа беспорядочной стрельбы Харман снялся и с попутным ветром и вышел из бухты. Он рассчитывал на то, что французы скоро исчерпают запасы пороха, и поэтому решил блокировать флот врага в бухте, перекрыв поставки и отрезав пути для подхода возможных подкреплений.

### 1 июля
На следующий день во второй половине дня флагман Хармана Lion и ещё три фрегата вернулись в залив Сен-Пьер и вступили в перестрелку, собираясь измотать противника. Однако установился штиль, и английские суда сильно пострадали от огня береговых батарей, после чего на буксире отошли. Повреждения французских кораблей были умеренными. Харман не сомневался в итоговом успехе своей тактики.

### 2 июля
2 июля Харман снова ввел флот в бухту и в течение трех часов вел перестрелку с французами. Французы понесли большие потери, при этом почти потеряли надежду на спасение, поскольку ни один корабль не мог войти в бухту из-за английской блокады.

### 4 июля
4 июля, после ремонта, в 10 часов утра Харман в третий раз ввел флот в бухту Мартиники, заставив французов в ходе двухчасового боя израсходовать немало пороха. Добившись своего, англичане беспрепятственно вернулись в открытое море.

### 6 июля
На этот раз Харман и его флот вновь вошли в гавань, и во время штиля Харман решил использовать гребной брандер, который в дымовой завесе поджег французский Lis Couronée. Пожар быстро охватил другие французские корабли — Saint Jean, Mercier и Lion d’Or, которые погрузились по ватерлинию. В результате французские экипажи запаниковали и побросали большинство кораблей. Несколько судов были потоплены собственными матросами, бежавшими на берег.

### 7 июля
Уже на следующий день Харман и его военные корабли вошли в бухту ещё раз, но на этот раз сосредоточили огонь на трех фортах. Как только они подошли достаточно близко, англичане начали бомбардировку укреплений форта Сен-Пьер. Вскоре форт Сен-Робер был разрушен, но губернатору Клодоре и капитану милиции Гийому де Оранжу удалось отстоять форт Сен-Себастьян. Однако и этот форт был в конце концов разрушен, после чего Харман отвел корабли в море. После битвы он осознал, что удача была на его стороне, тем более что большинство его кораблей остались почти без боеприпасов.

## Результаты
Харман покинул Мартинику к рассвету 11 июля, вернувшись к Невису для ремонта. После этого он напал на французское поселение в Кайенне, заставив его гарнизон сдаться, а затем пошел на захват голландского Суринама. Однако в целом эта победа пришла слишком поздно, чтобы оказать существенное влияние на исход войны. Новости о поражении повергли в шок не только французов, но и голландцев, которые до того были уверены в своем господстве в Карибском бассейне. 31 июля англичане и голландцы подписали Бредский договор о прекращении войны и возвращении статус-кво.